# Arctic Monkeys Live at the Apollo
Arctic Monkeys Live at the Apollo is een live-dvd van de Britse indierockband Arctic Monkeys. De dvd werd in 2008 uitgebracht en bevat een liveoptreden van de band in het Manchester Apollo. 

## Nummers
1. Brianstorm
2. This House Is A Circus
3. Teddy Picker
4. I Bet You Look Good On The Dancefloor
5. Dancing Shoes
6. From The Ritz To The Rubble
7. Fake Tales Of San Francisco
8. When The Sun Goes Down
9. Nettles
10. D is for Dangerous
11. Leave Before The Lights Come On
12. Fluorescent Adolescent
13. Still Take You Home
14. Da Frame 2R
15. Plastic Tramp
16. 505
17. Do Me A Favour
18. A Certain Romance
19. The View From The Afternoon
20. If You Were There, Beware

## Bandleden/hoofdrollen
1. Alex Turner (leadzang/gitaar)
2. Jamie Cook (achtergrondzang/gitaar)
3. Matt Helders (achtergrondzang/drums)
4. Nick O'Malley (achtergrondzang/bass)